# Amjad Khan (Squashspieler)
Amjad Khan (* 25. Februar 1980 in Peschawar) ist ein ehemaliger pakistanischer Squashspieler.

## Karriere
Amjad Khan spielte von 1996 bis 2010 auf der PSA World Tour und gewann in diesem Zeitraum sieben Titel. Seine höchste Platzierung in der Weltrangliste erreichte er mit Rang zwölf im Oktober 1999. Bei Weltmeisterschaften stand er 1997, 1998 und 1999 im Hauptfeld. Dabei erreichte er jedes Mal das Achtelfinale. Mit der pakistanischen Nationalmannschaft nahm er 1997 und 1999 an Weltmeisterschaften teil. Bei den Asienspielen 1998 gewann er im Einzelwettbewerb die Silbermedaille.

## Erfolge
- Asienspiele: 1 × Silber (Einzel 1998)
- Gewonnene PSA-Titel: 7